# Polaris (Laser)

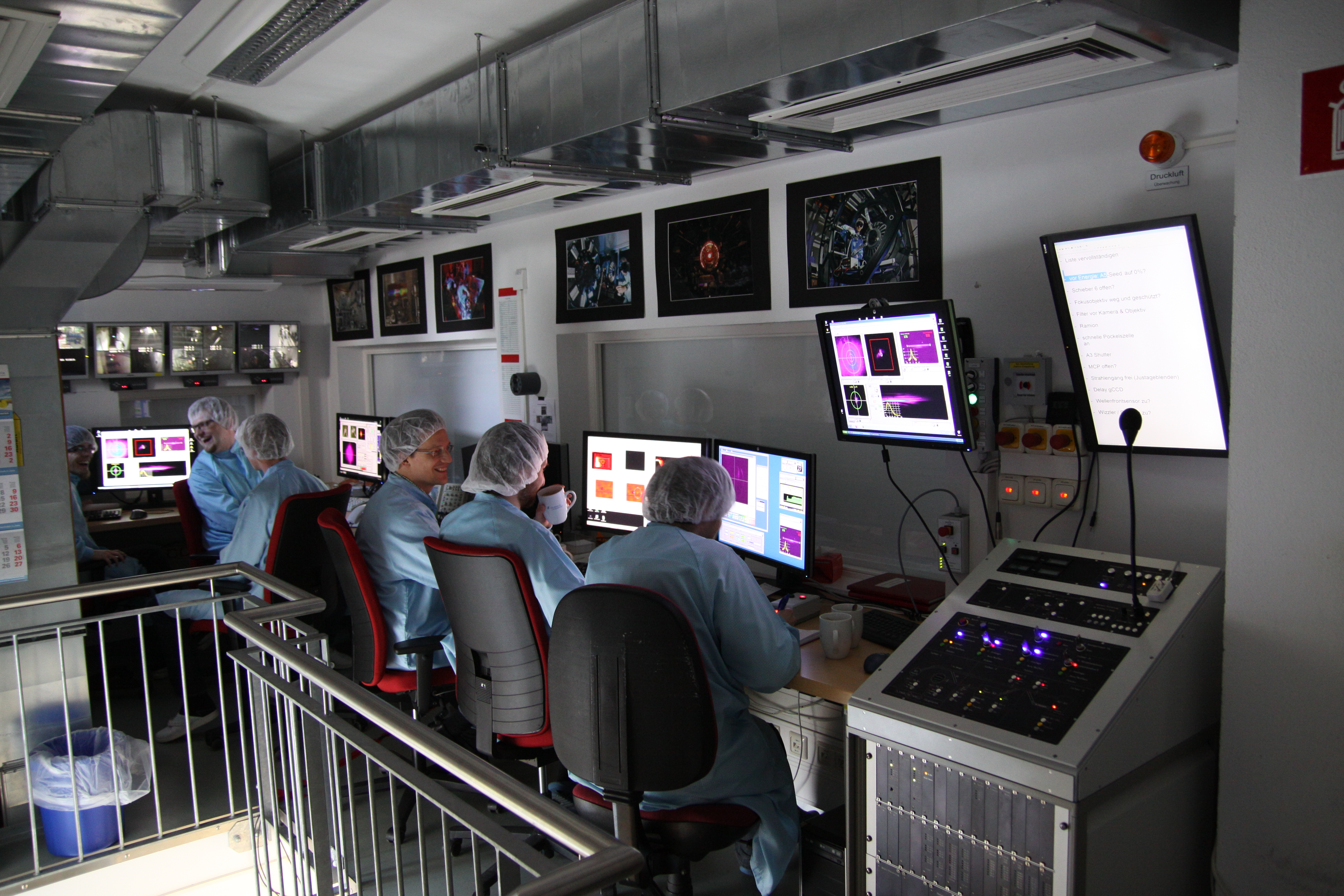
Blick in den Kontrollraum des POLARIS-Lasersystems

POLARIS – Petawatt Optical Laser Amplifier for Radiation Intensive ExperimentS ist ein Hochleistungslaser und gemeinsames Forschungsprojekt der Physikalisch-Astronomischen Fakultät an der Universität Jena und des Helmholtz-Instituts Jena (HI-Jena).
POLARIS ist das weltweit einzige, vollständig Dioden-gepumpte Lasersystem, das Pulsspitzenleistungen von 200 TW erzeugen und für Experimente mit hohen Intensitäten verwendet werden kann. Mit POLARIS werden am HI-Jena insbesondere Experimente zur Laser-Teilchenbeschleunigung durchgeführt.

## Aufbau

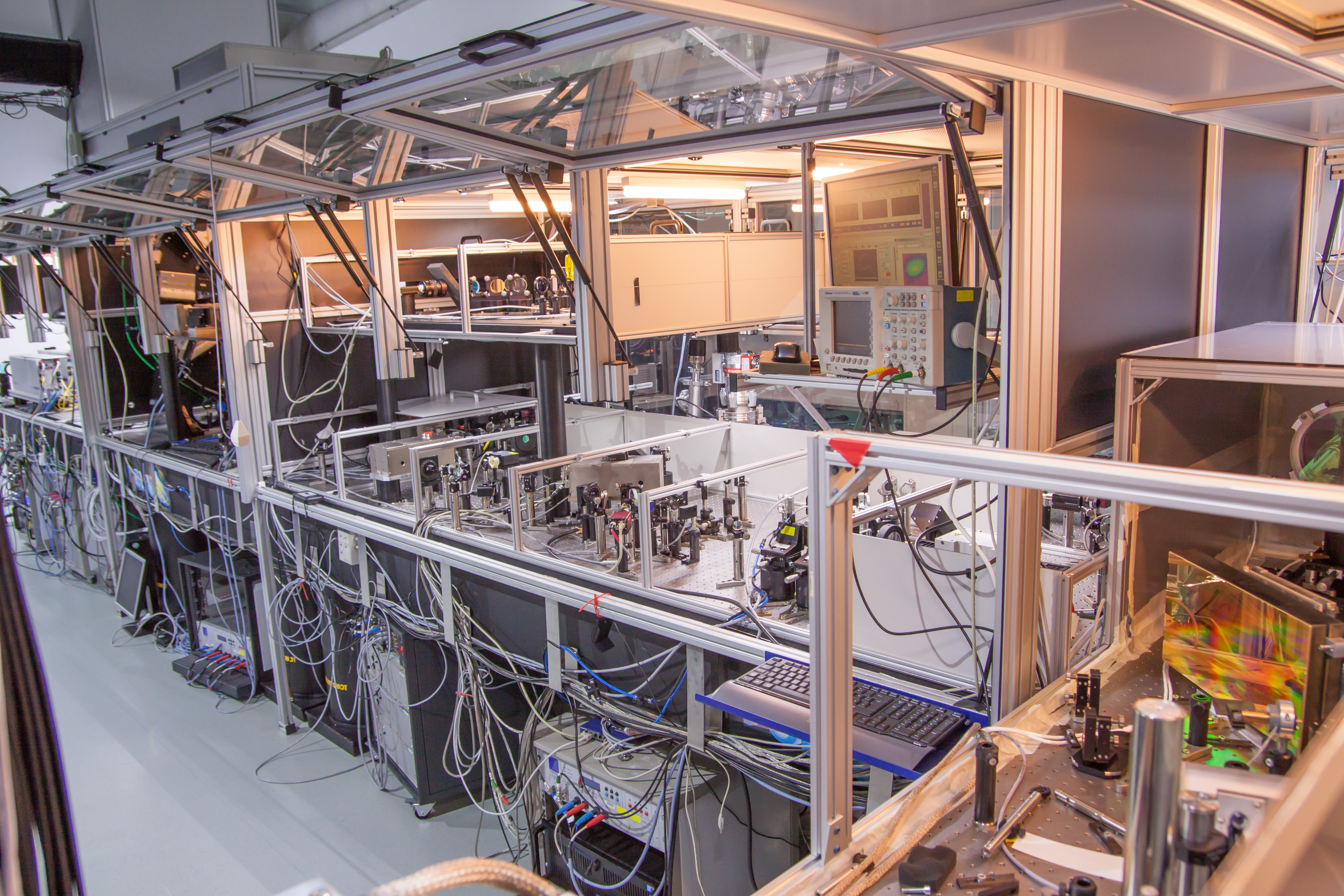
Frontendlabor
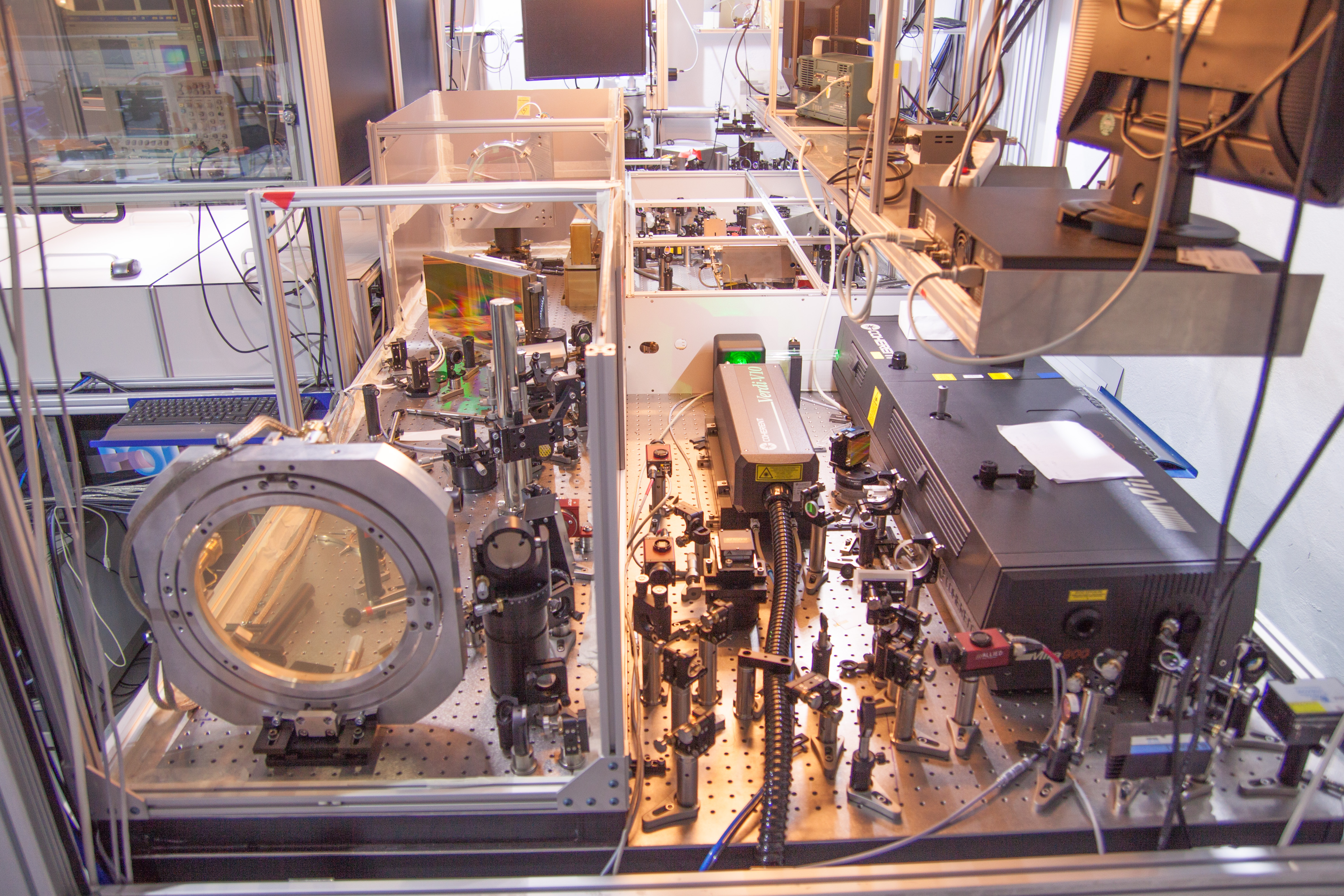
Blick in den Strecker
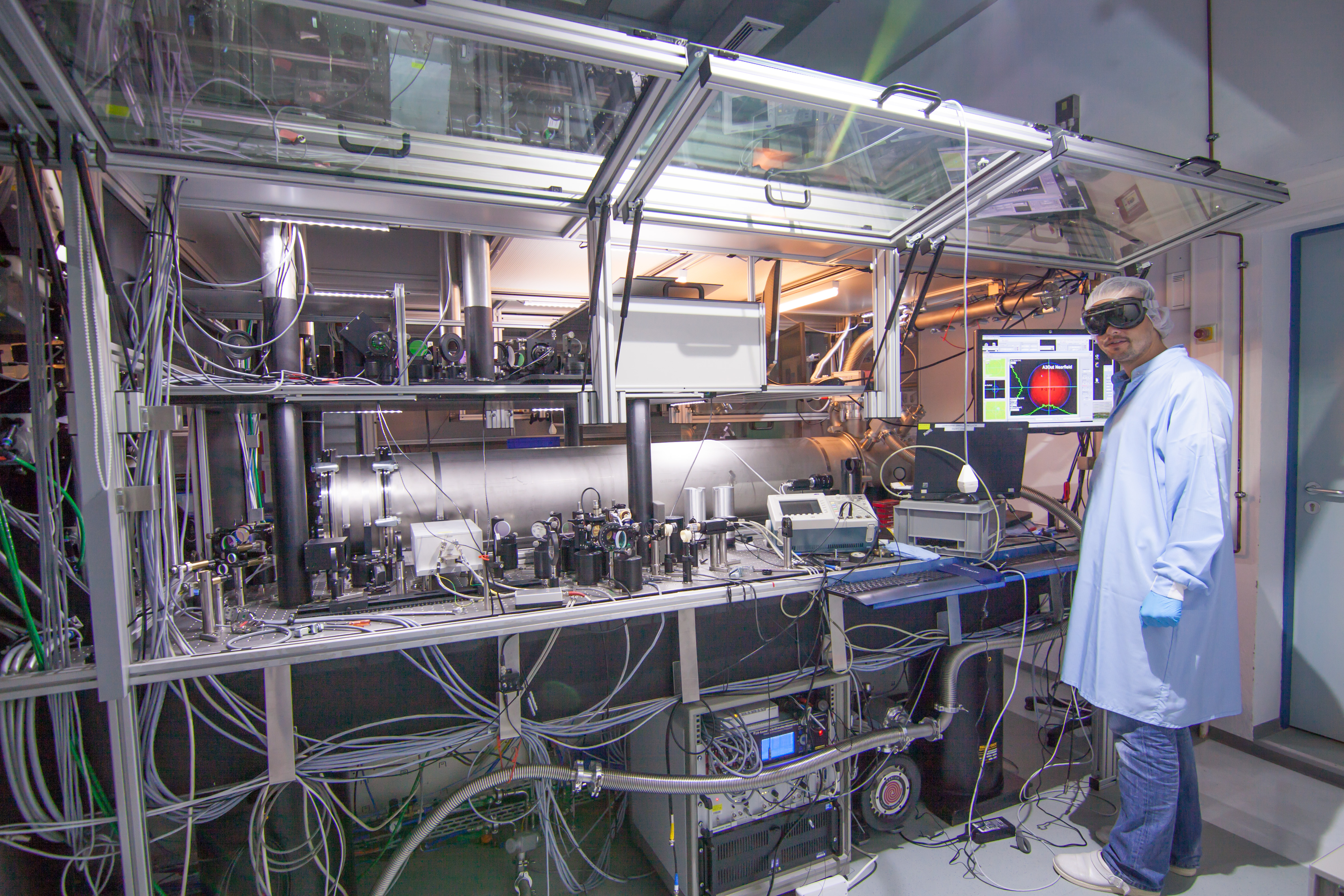
Der dritte Verstärker
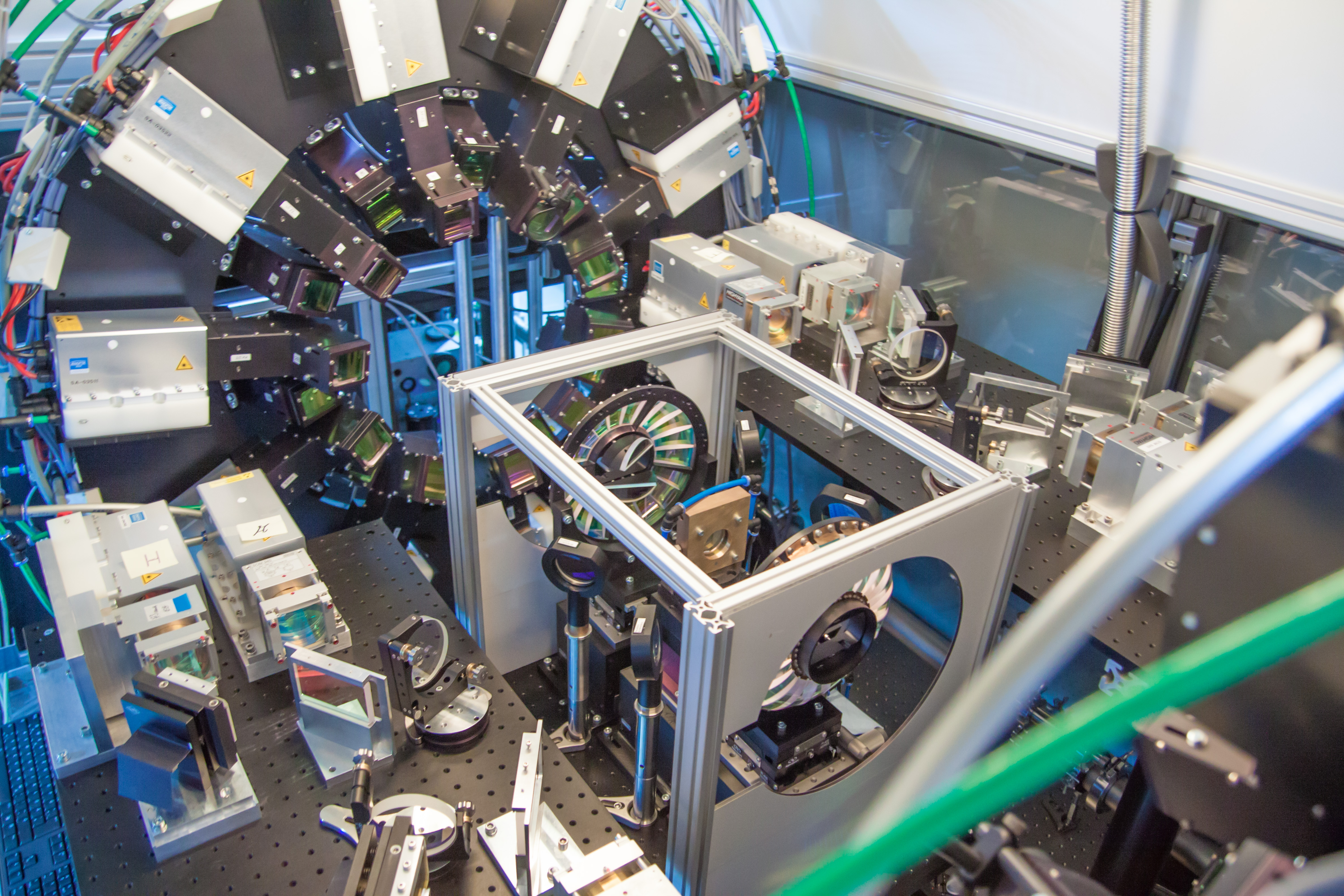
Der vierte Verstärker
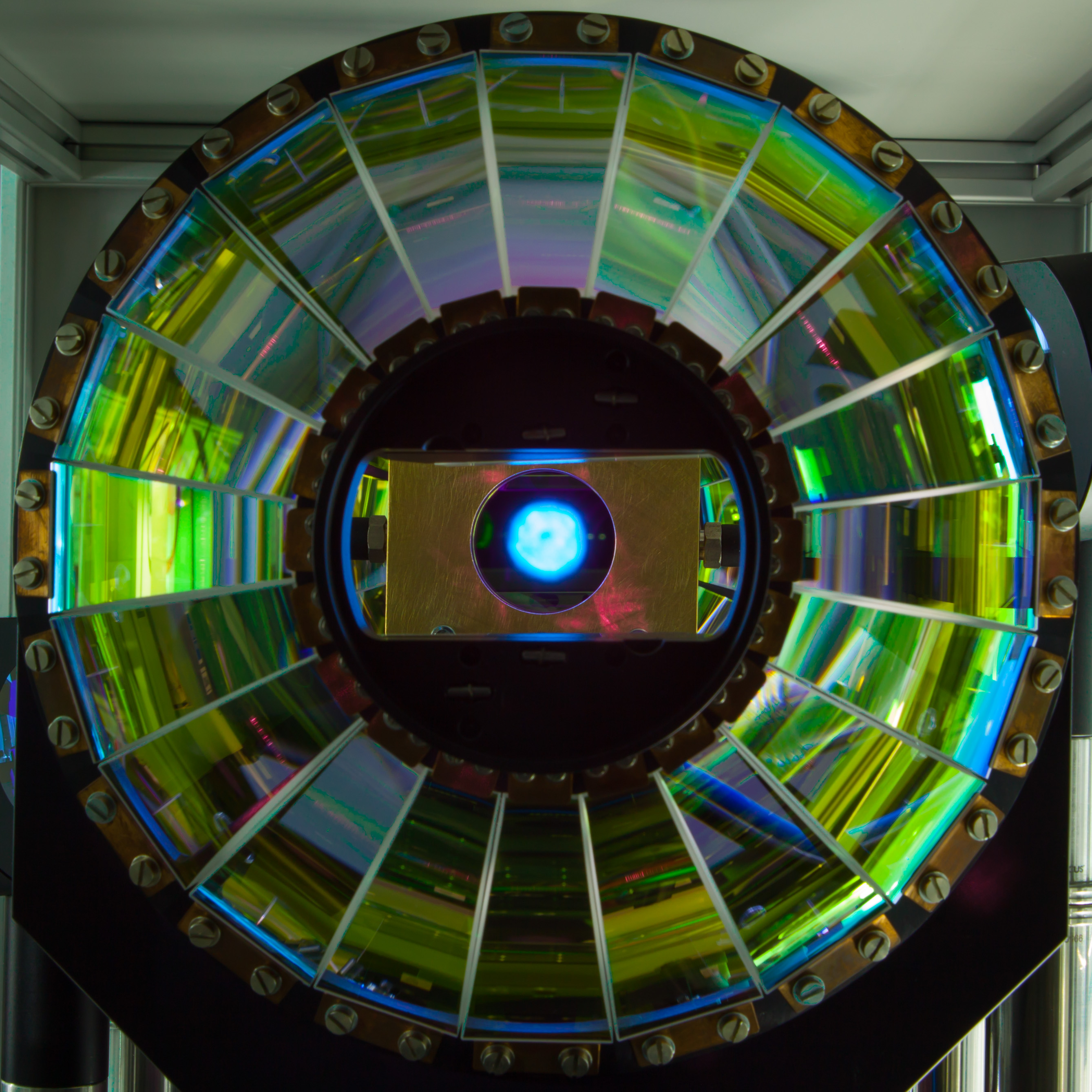
Verstärkungsmedium
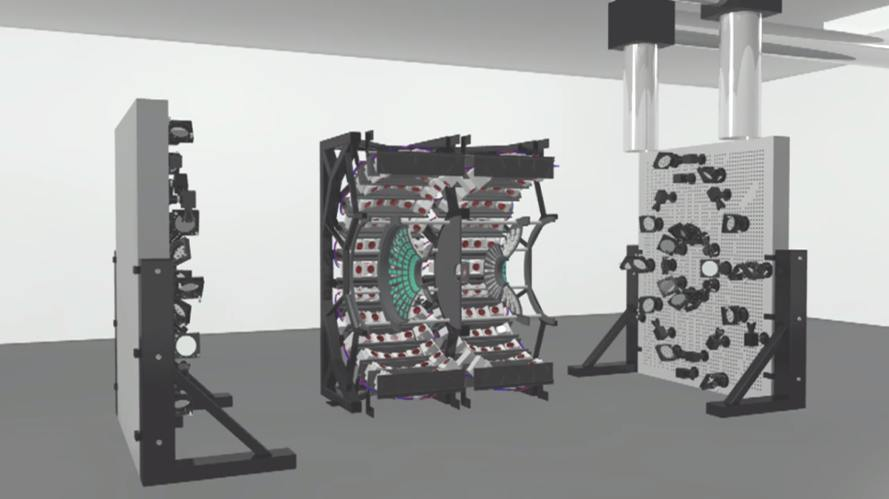
Skizze des fünften Verstärkers
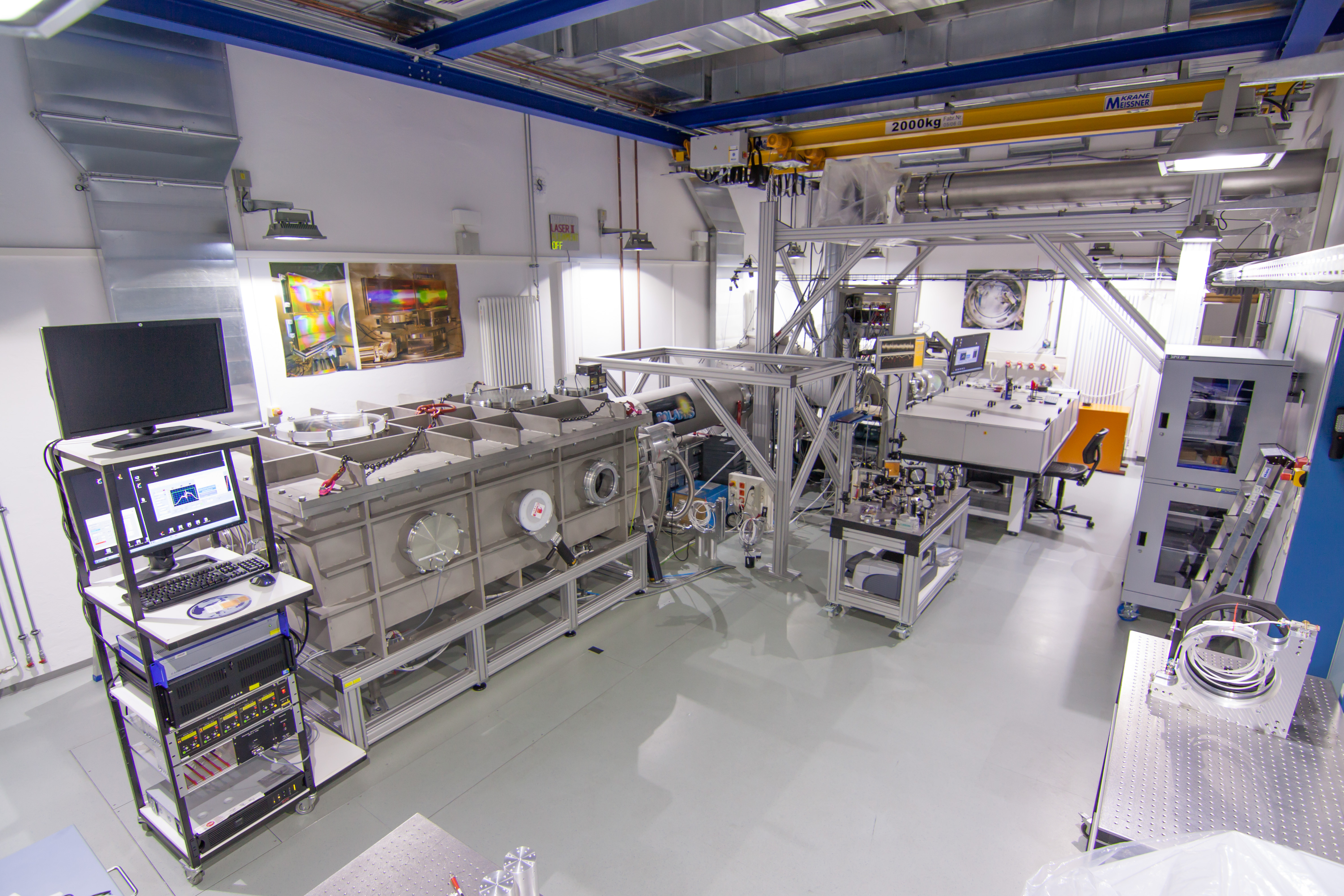
Kompressorlabor
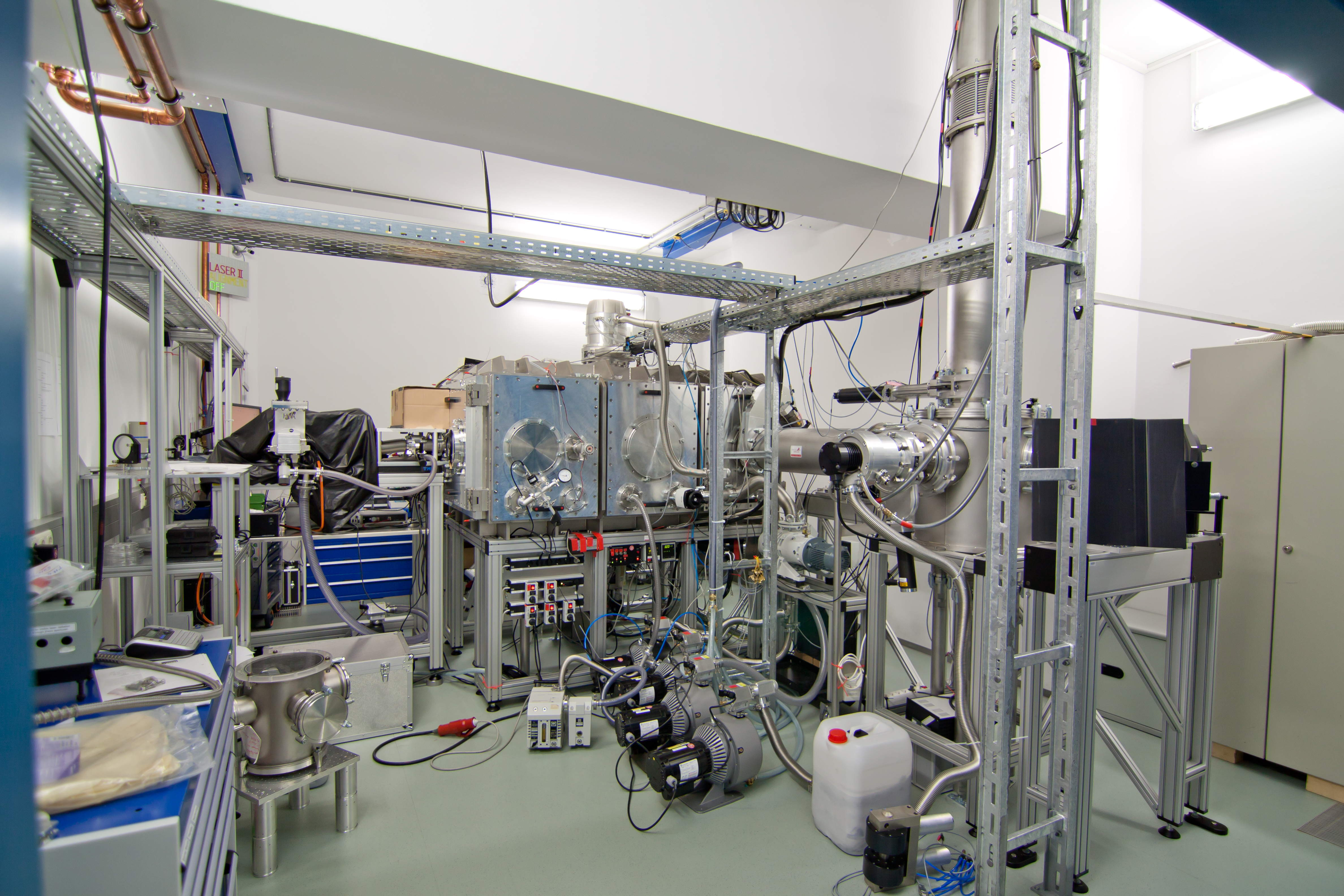
Targetlabor

Das Lasersystem ist auf einer Laborfläche von insgesamt 250 m² aufgebaut. Hier werden die Laserpulse in einem Oszillator erzeugt, zeitlich gestreckt, dann um mehr als 10 Größenordnungen in ihrer Energie verstärkt und schließlich wieder zeitlich komprimiert. Anschließend werden sie im Experimentierbereich mit einem Parabolspiegel fokussiert, so dass sie dann für hochintensive Experimente zur Verfügung stehen.
Um die Pulse mit einer Pulsdauer von 100 fs effizient verstärken zu können, ist POLARIS nach dem Prinzip der Chirped-Pulse Amplification (CPA) aufgebaut. Es verfügt neben fünf Laser-Verstärkern über ein Strecker-Kompressor-System mit der Besonderheit eines sogenannten Mosaik-Gitter-Kompressors. Als aktives Medium werden Ytterbium-dotiertes Fluorid-Phosphatglas und CaF2 verwendet, das durch Hochleistungslaserdioden mit einer Wellenlänge von 940 nm gepumpt wird. Das Glas wurde vom Otto-Schott-Institut in Jena speziell für POLARIS entwickelt. POLARIS erzeugt Laserpulse mit einer Zentralwellenlänge von 1030 nm und einer Bandbreite von 19 nm (FWHM). Um das aktive Medium zwischen den einzelnen Pulsen effizient kühlen zu können, werden die Laserpulse mit einer Wiederholrate von 1/50 Hz erzeugt.
Aktuell können mit POLARIS Laserpulse mit einer Pulsenergie von 54 J vor dem Kompressor erzeugt werden. Nach dem Kompressor werden Laserpulse mit mehr als 17 J Pulsenergie in einer Pulsdauer von weniger als 100 fs routinemäßig im Experiment eingesetzt.
Durch die Verwendung von adaptiver Optik erreichen die Intensitäten im Fokus die Größenordnung von 1021 W/cm2. Der zeitliche Intensitätskontrast der Laserpulse beträgt aktuell bis zu 10−13 für die verstärkte spontane Emission (ASE). Der für erfolgreiche Experimente zur Teilchenbeschleunigung sehr wichtige zeitliche Intensitätskontrast ist ebenso wie die Erhöhung der verfügbaren Pulsenergie ein wesentlicher Gegenstand der Weiterentwicklung des Lasersystems.